# La rivolta (film 1969)
La rivolta è un film del 1969, diretto dal regista Buzz Kulik.

## Trama
Mentre il guardiano (guardiano della vita reale Frank A. Eyman) di una prigione di stato è assente, scoppia il blocco di isolamento e 35 dei criminali più violenti (guidati da Gene Hackman) organizzano una rivolta e prendono il controllo della loro parte della prigione. Cully Briston (Jim Brown), per cinque anni e in attesa della condizionale, non vuole prendere parte alla rivolta. Viene coinvolto quando cerca di difendere una guardia carceraria e proteggendolo dai maniaci del blocco.

## Produzione
Il film è basato su un romanzo ispirato a fatti realmente accaduti di Frank Elli, che racconta una vera rivolta svoltasi in una prigione dell'Arizona.
Oltre a usare il guardiano della vita reale Frank A. Eyman, la produzione utilizzò alcuni prigionieri della vita reale come comparse.
Il film è stato parzialmente girato nella prigione territoriale di Yuma.